# Paul Lauterbur
Paul Christian Lauterbur (Sidney, Ohio, 1929. május 6. – Urbana, Illinois, 2007. március 27.) amerikai kémikus. 2003-ban Peter Mansfielddel közösen orvostudományi Nobel-díjban részesült a mágneses magrezonancián alapuló képalkotás (MRI) kifejlesztéséért.

## Tanulmányai
Paul Lauterbur 1929. május 6-án született az Ohio állambeli Sidney-ben Edward Joseph Lauterbur és Gertrude Wagner négy gyermeke közül a másodikként. Ősei apai ágon Luxemburgból, anyai ágon pedig Baden-Badenből vándoroltak ki Amerikába a 19. század közepén. Apja egy péküzemi berendezéseket gyártó cég mérnöke és résztulajdonosa volt. A helyi egyházközségi iskolában, majd a városi középiskolában tanult. Gyerekkorában sokat kószált a természetben, városon kívüli farmjukon állatokat gyűjtött, kémiai kísérleteket végzett, és nagy hatással volt rá középiskolai kémia-biológia tanára. A középiskola után apja tanácsára a clevelandi műszaki főiskola (ma a Case Western Reserve University része) vegyészmérnöki szakára iratkozott be. Végül mégis vegyészi képesítéssel végzett 1951-ben és a Dow Corning cégél talált munkát, amely a szilíciumkémiai kutatásairól volt ismert. Lauterbur a cég pittsburghi laboratóriumaiban dolgozott és mivel a Dow Corning alkalmazottai ingyen tanulhattak a Pittsburghi Egyetemen, elkezdte annak mesterképző kurzusát. 1953-ban meghallgatta Herbert Gutowskynak egy előadását a mágneses magrezonancia (NMR) kémiabeli alkalmazásáról és javasolt neki egy együttműködést a szilíciumvegyületek esetében, de erre nem került sort, mert Lauterburt behívták katonai szolgálatra. Mint vegyészt a hadsereg marylandi kémiai kutatóközpontjába irányították és vegyi fegyverek fejlesztésén dolgozott, míg egy másik részleg nem kapott egy NMR-készüléket. Lauterbur odakérte magát és a következő három évben ő volt a központ NMR-szakértője; kollégáival együtt négy tudományos cikket is publikált ebben a témában. Miután 1956-ban leszerelt, visszatért a Dow Corninghoz, amely hajlandó volt beszerezni számára egy NMR-készüléket. Lauterburnak sikerült megmérnie vele a szilícium spektrumát (amit sokan lehetetlennek tartottak), majd későbbi kísérleteiben áttért a szén 13C-as izotópjára. Ezáltal lehetővé vált a módszert szerves vegyületek analitikájában is felhasználni. Számos vegyület szerkezetét vizsgálta meg és végül ezekből az eredményeiből írta meg doktori disszertációját is 1962-ben.

## Tudományos munkássága
PhD-jának megszerzése után a szakmai körökben már ismertséget szerzett Lauderbur elfogadta a New York-i Állami Egyetem ajánlatát (ma Stony Brook-i Egyetem) és docensként kezdett el oktatni és kutatni. 1969-70-ben egyéves kutatói szabadságot vett ki és a Stanford Egyetem NMR-laboratóriumában dolgozott. Eközben elsőként sikerült egy fehérje (a lizozim) használható NMR-spektrumát elkészítenie. Miután visszatért, egészen 1985-ig Stony Brook-ban maradt. 

### Az MRI kifejlesztése
Lauterbur 1971-ben részt vett egy előadáson, ahol a rákos szövetek eltérő NMR-es viselkedését próbálták bizonyítani. Lauterbur ezután rájött, hogy ha nem egyenletes erősségű mágneses teret alkalmaznak, hanem egy grádiens alapján dolgoznak, meg lehet határozni egy komplex objektumon belül az eltérő rész térbeli helyzetét. Első, 1973-as cikkében két, nehézvízbe mártott, közönséges vízzel töltött cső helyzetét határozta meg az általa zeugmatográfiának (a gerjesztés görög megfelelője alapján) nevezett módszerrel. Az első biológiai minta, amivel kipróbálta a technikát, egy petrezselyemlevél szára volt. A következő években fokozatosan továbbfejlesztette a képalkotási módszert, hogy orvosi diagnosztikára is alkalmas legyen. Egy 1976-os bemutatóján már a szívet és tüdőt is letapogatott, sőt kimutatta egy zöldpaprika belsejében a szövetburjánzást. Az első mágneses rezonancia alapján működő képalkotó berendezések (MRI) a 80-as évek elején kerültek a kórházakba, miután az angol Peter Mansfield újításaival jelentősen felgyorsította a folyamat sebességét.
1985-től az Illinois-i Egyetemen folytatta pályafutását, de munkáját megkeserítette, hogy a neki szánt, egész testet feltérképezni képes MRI-készüléket egy kórház birtokolta és hosszas jogi huzavona után sem sikerült használatba vennie.
2003-ban Paul Lauterbur és Peter Mansfield kapta az orvostudományi Nobel-díjat. A döntést nagy nyilvánosság előtt vitatta az a Raymond Damadian, aki 1969-ben először tudott különbséget tenni egészséges és rákos szövetek között NMR segítségével.                 

## Elismerései

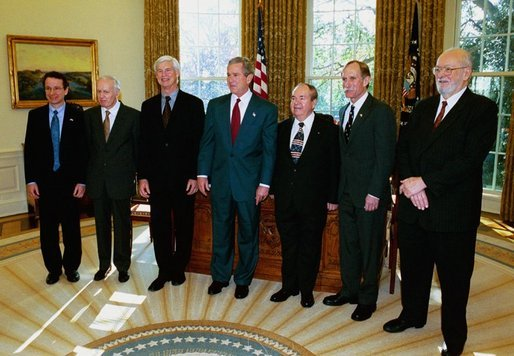
George W. Bush elnök és a 2003-as év amerikai Nobel-díjasai. Paul Lauterbur jobbról az első

- Albert Lasker-díj a klinikai orvosi kutatásért (1984)
- a General Motors rákkutató alapítványának Kettering-díja (1985)
- a Gairdner Alapítvány díja (1985)
- Harvey-díj (1986)
- Nemzeti Tudományos Érem (1987)
- Nemzeti Műszaki Érem (1988)
- a philadelphiai Franklin Intézet Bower-díja (1990, elsőként)
- Carnegie Mellon Dickson-díj (1993)
- Kiotó-díj (1994)
- A Nemzeti Tudományos Akadémia kémiai díja (2001)
- Fiziológiai és orvostudományi Nobel-díj (2003)

## Családja
Lauterbur 1962-ben feleségül vette Rosemary Caputót, akitől két gyereke született: Daniel és Sharyn. Miután elváltak, 1984-ben ismét megházasodott; Joan Dawsontól egy Mary Elise nevű lány született.
Paul Lauterbur 2007. március 27-én halt meg az illinois-i Urbanában, vesebetegsége következtében. 